# エレーナ・ザルビナ
エレーナ・ザルビナ（ロシア語: Зарубина, Елена Михайловна、1978年7月26日、旧姓：エレーナ・プロトニコワ）は、ロシアの元女子バレーボール選手。旧ソビエト連邦のモスクワ出身。ポジションはアウトサイドヒッター、リベロ。元ロシア代表。

## 来歴
- クラブチーム

モスクワ出身。1995年、Rossy Moscouへ入団しバレーボール選手としてのキャリアをスタートさせる。ロシアスーパーリーグで4回の優勝を経験した。2000/01シーズンはトルコリーグのKocaeli B.Şehir Bld.でプレーした。2001/02シーズンにAeroflot-Malahitへ移籍。2004/05シーズンからウラロチカ・エカテリンブルクで4年間活躍した。2007/08シーズンを最後に選手としての活動を休止していたが2012/13シーズンにディナモ・クラスノダールでプレーし、現役を引退した。
- 代表チーム

1998年、ロシア代表に初選出された。同年11月に日本で開催された世界選手権に出場した。欧州選手権では1999年と2001年の大会で金メダルを獲得した。2001年のグラチャンで銀メダルを、2004年のアテネ五輪で銀メダルを獲得した。

## 球歴
- オリンピック - 2004年
- 世界選手権 - 1998年、2002年
- グラチャン - 2001年
- 欧州選手権 - 1999年、2001年
- ワールドグランプリ - 1998年、1999年、2001年、2002年、2003年、2004年

## 所属クラブ
- Rossy Moscou（1995-1998年）
- Uralochka-URGEU（1997-1998年）
- Volley Spezzano（1998-1999年）
- ウラロチカ・エカテリンブルク（1999-2000年）
- Kocaeli B.Şehir Bld.（2000-2001年）
- Aeroflot-Malahit（2001-2002年）
- ウラロチカ・エカテリンブルク（2002-2003年）
- Dynamo-Yantar Kaliningrad（2003-2004年）
- ウラロチカ・エカテリンブルク（2004-2008年）
- ディナモ・クラスノダール（2012-2013年）